# Aguarunichthys
Aguarunichthys é um gênero de peixe de água doce da região amazônica que faz parte da família Pimelodidae.

## Espécies
- Aguarunichthys inpai
- Aguarunichthys tocantinsensis
- Aguarunichthys torosus